# 会津若松城
若松城（平假名：わかまつじょう）是位於福島縣會津若松市追手町的日本城堡。它在當地也常被稱為鶴城（日語：鶴ヶ城，平假名：つるがじょう）。因有同名的城堡，它也被稱為會津若松城。在文獻中它有時被稱為黑川城（平假名：くろかわじょう）或會津城（平假名：あいづじょう）。它現在的天守閣是重建建物，並作為若松城跡（平假名：わかまつじょうせき/わかまつじょうあと）被指定為日本的國家史蹟。

## 歷史

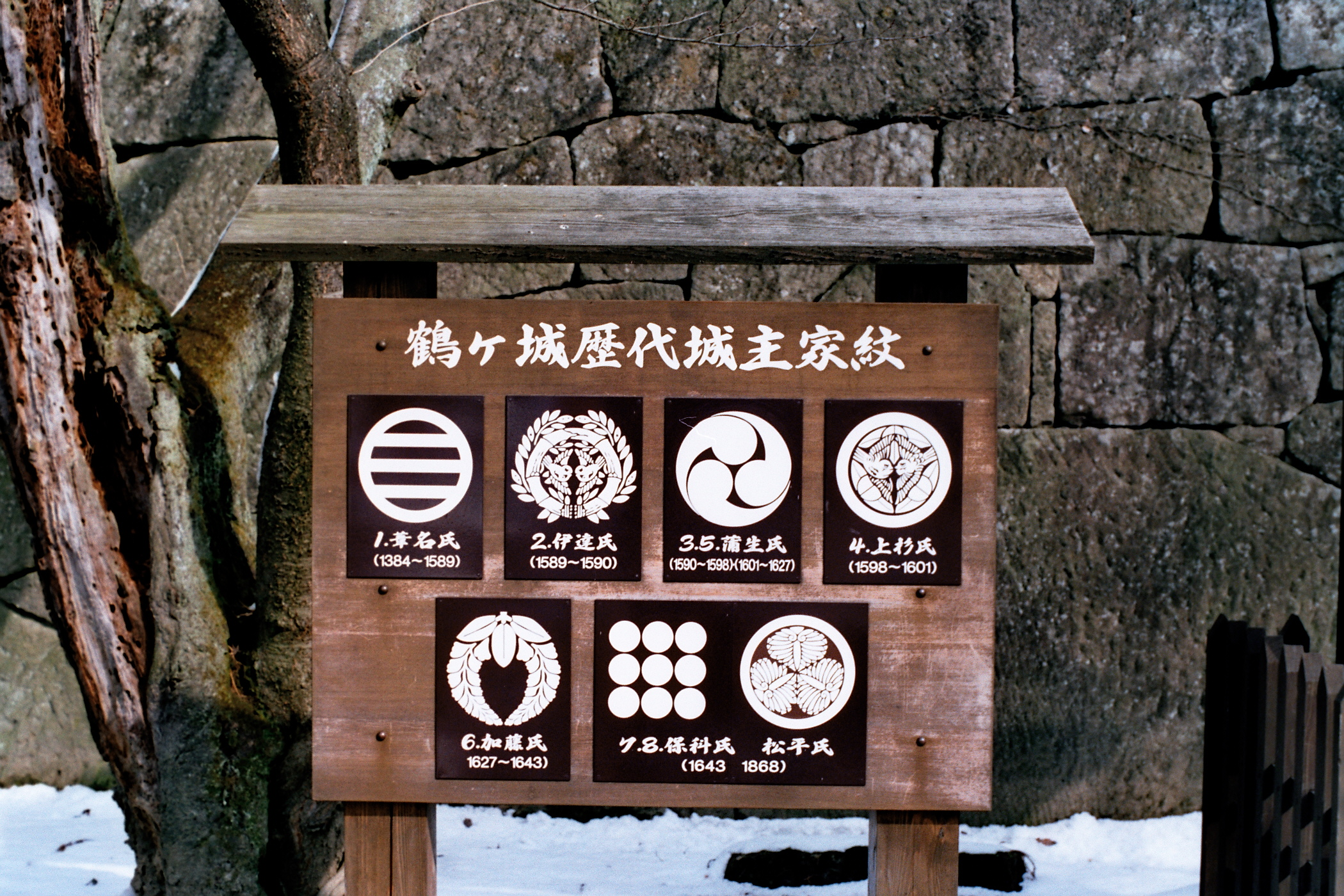
若松城歷代城主家紋；從這份家紋可以看出歷代氏族大名的變遷。

### 天正18年以前
若松城的歷史傳說起源於1384年（南朝元中元年，北朝至德元年），當時蘆名氏第七代當主蘆名直盛建造了一座名為“小田垣之館”或“東黑川館”的宅邸。 雖然有多種說法，但黑川城（或小高木城）及其城下町最晚是在15世紀中葉建立的。此後，這裡一直是蘆名氏的城堡。戰國時代中後期，蘆名盛氏在黑川城周圍建立了廣闊的地區。
1589年（天正17年），數年屢屢與蘆名氏交戰的伊達政宗不顧豐臣秀吉的阻止（參看惣無事令），對蘆名義廣發起攻擊，消滅蘆名氏政權並奪取黑川城（參看摺上原之戰）。
1590年，伊達政宗從屬於豐臣秀吉，其會津地區控制權遭後者接收（參看奧州仕置）。

### 蒲生時代
在小田原征伐（天正18年；1590年2月～7月）後，蒲生氏鄉被秀吉改封到黑川四十二萬石（進行檢地後，又增加到九十二萬）。其後氏鄉於文禄元年（1592年）將所居的黑川城擴建，包括對城墎進行改造，將內町（民宅）進行整備並改名為會津若松城。此外氏鄉大力發展會津若松城，建立樂市，為日後的會津藩建立了基礎。
文禄2年（1593年），一座望楼型七層結構（五重五層，包括地下二層）的天守竣工，被命名為「鶴城」（鶴ヶ城）。然而在慶長3年（1598年），氏郷之子蒲生秀行發生氏族中的騒動，結果被消減俸祿（從92萬石銳減到18萬石），還被遷移到下野国宇都宮（今天的栃木縣宇都宮市）。
於是若松城又易主，城主變成五大老之一，領有會津120萬石俸祿的上杉景勝。由於在關原之戰中，景勝歸屬於西軍，與伊達氏以及最上氏交戰。西軍敗北後，俸祿被銳減為30萬石，並且被遷移到米澤城，成為米澤藩（今山形縣米澤市）初代籓主。
慶長6年（1601年），蒲生秀行又踏入睽違已久的若松城。這一番回歸是因為秀行在關原之戰中，支持德川家康的關係。寬永4年（1627年）2月19日，秀行的嫡長男忠郷英年早逝，享年26歲。然而不論是忠鄉，還是嫡次男忠知都發生無嗣子可傳家的情形（忠知有七個女兒卻無子），因此忠知被幕府裁定移封到伊予国松山（今天愛媛縣松山市），俸祿也從会津60萬石銳減成松山24萬石。
若松城只有再一次易主。

### 加藤時代
新的城主名為加藤嘉明，是從松山移封過來的關原會戰有功大名。由於慶長16年8月21日（1611年9月27日）發生了震度高達六級的，原來的天守傾杞，於是嘉明的兒子重新修建，改為今日所見的層塔型天守。儘管明成有魄力，或許有建築上的天份，但是他也是個相當糟糕的藩主，缺乏凝聚人心的團結力量，結果家臣一致與他鬧對立，甚至出走，他反而對出走的家臣進行追殺。於是幕府又裁定移封到石見國吉永籓（今天的島根縣大田市）隱居，並且老死於當地。

### 松平時代
若松城的當家這一次變成出羽國山形藩（今天的山形縣與秋田縣）的保科正之，他以23萬石的俸祿進駐。正之是德川秀忠的庶子，德川家光（嫡子）是他的長兄。由於正之與家光的關係一直很穩定，於是在寬永13年（1636年），家光先讓他拜領出羽國山形藩二十萬石，在寬永20年（1643年）又拜領陸奧國會津藩二十三萬石，入主若松城。
若松城的命運大抵從此穩定，一直到慶應四年/明治元年（1868年），會津若松城的松平氏一族存續到幕府末期。（正之在世時一直不肯歸宗，恢復松平姓氏，因為正之是個忠義的人，紀念保科氏對他的養育之恩；會津籓一直到第三代籓主正容才歸宗為「松平」氏。）
這裡必須要提到另一段歷史。
慶安四年（1651年），家光臨死之際，把正之喚到枕邊，將四代將軍德川家綱託付給他。正之非常感念家光對他的提攜照顧與重視，於是在1668年時寫下了「會津家訓十五箇條」，其中載明「會津藩是為了守護將軍家而存在，如有藩主背叛則家臣不可跟隨」，後來的歷代的藩主與藩士家臣們都遵守這些條規，一直到幕末的第九代藩主松平容保也持續遵守這項遺訓，因此後來幕末時會津藩成為佐幕派的中心。

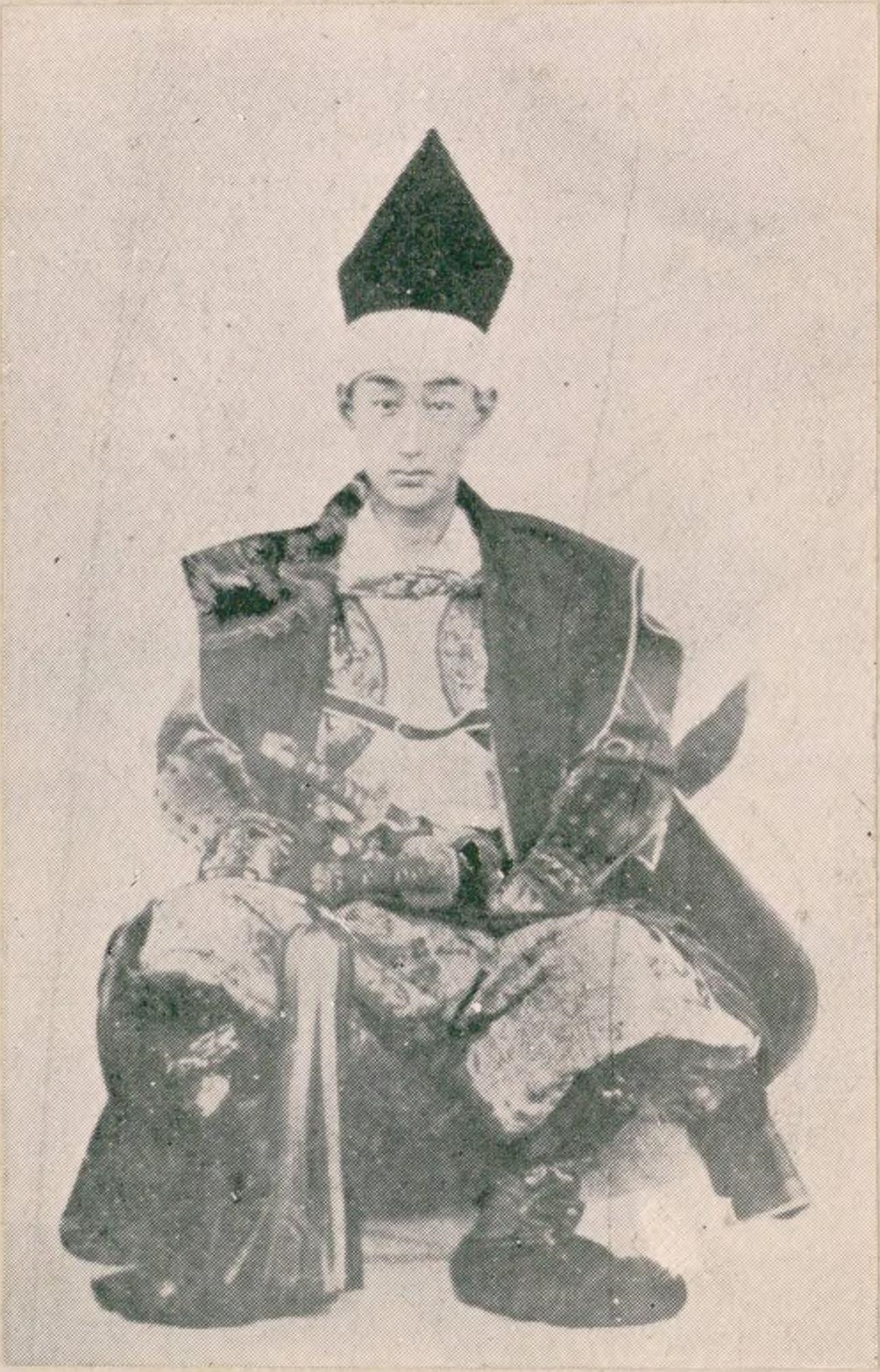
會津松平家第九代目松平容保像；時任職京都守護職（文久2年；1862年）

### 幕末

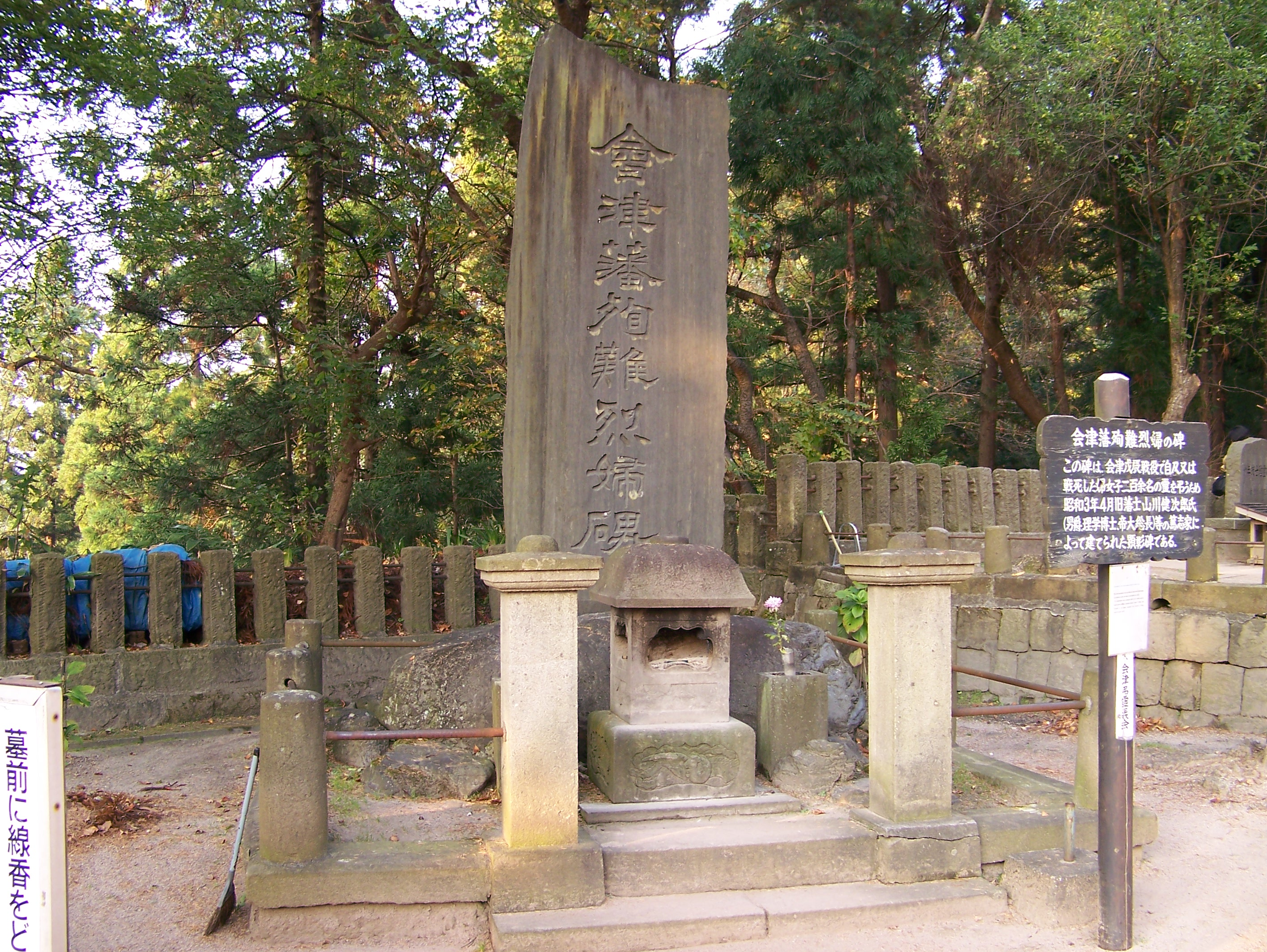
會津藩殉難烈婦碑；這個碑也是白虎隊之墓碑。

和平的日子持續到慶應4年（1868年），戰爭再一次前來叩若松城的大門。
戊辰戰爭中奧州會津之戰的戰火也延燒到若松城來，松平容保作為佐幕派的代表，自然與明治天皇的新政府軍形成勢不兩立的狀態。9月15日，經歷一天的戰鬥，位於今天福島縣二本松市的二本松城陷落，也象徵對若松城的門戶大開，再加上經歷母成峠之戰，新政府軍以2000人攻打700名舊幕府軍之後又獲得一次壓倒性勝利。於是，新政府軍趁勝之餘再突破40公里將兵鋒迂迴推進直逼若松城下，並且展開突襲。
10月8日，若松城佈滿了由會津藩各處前來抵禦來犯新政府軍的義勇軍隊，並且被編列為白虎隊、玄武隊（50歲以上的中年男子）、朱雀隊（18－35歲的青壯男子）、青龍隊（36歲－49歲的壯年男子）等不同部隊。最特別的是白虎隊，隊員絕大部分都是年齡從15歲到17歲不等，一共340位左右的少年及少女。他們手持「ゲベール」（Gewehr）步槍，死守在城廓到若松城的街巷與天守中。雖然都是年輕人，但是每一個都秉持「寧為玉碎」的信念，不斷地奮戰；先開火，然後白刃戰，直到一個個的據點陷落，以及年輕生命的流逝。白虎隊中有負傷者都被轉送到附近的飯盛山（位於今天若松市市中心東側）的坡頂上急救休養。

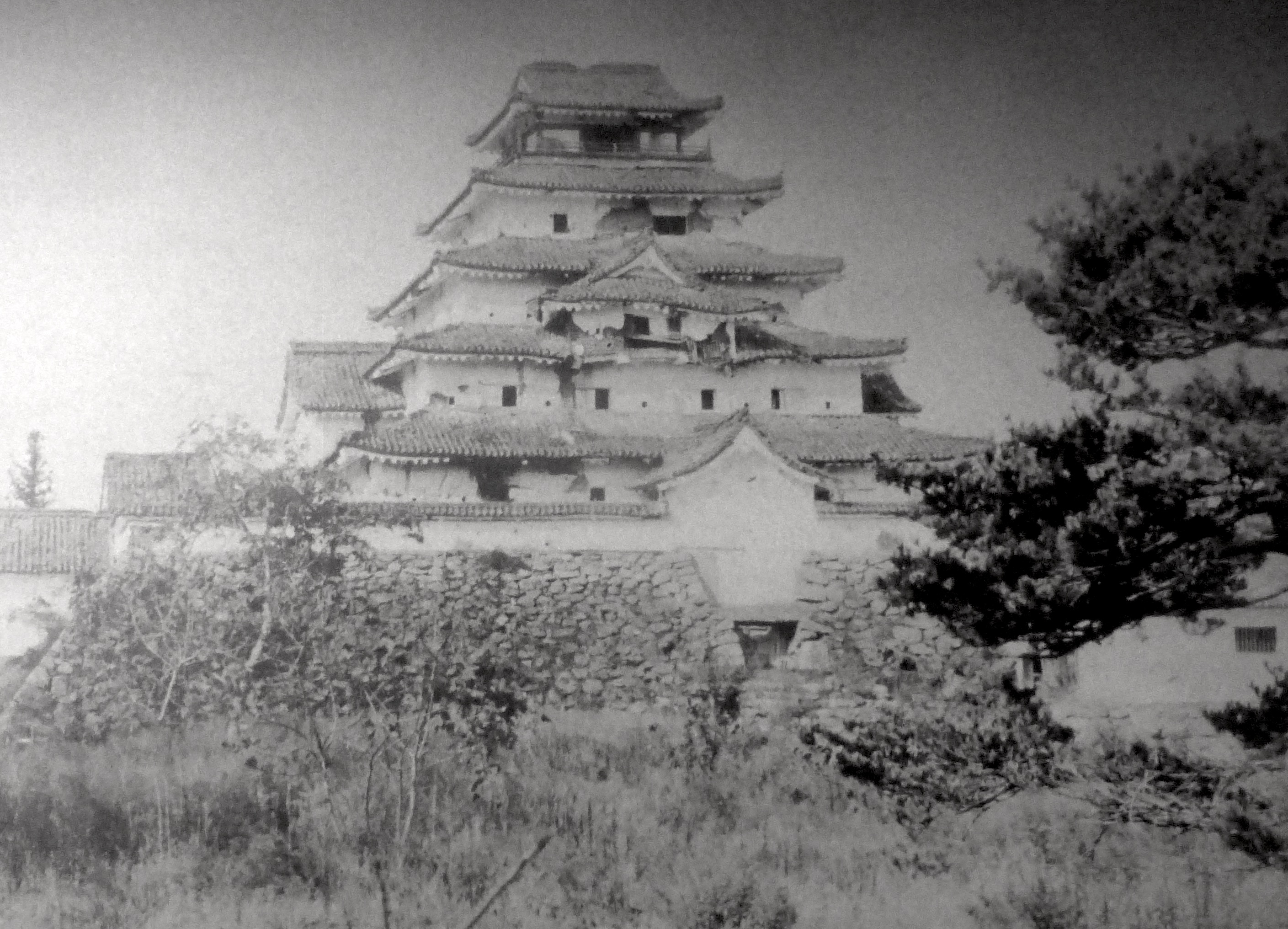
會津若松城在會津戰爭後頹杞的狀況；其實這張照片攝於明治五年，由丹麥領事Eduard de Bavier僱請當地攝影師予以紀錄。

當時山上共有20位青少年正在休息治療，同時遠眺山下的戰鬥情形。由於若松市町著火，且火勢逐漸擴大，濃煙密佈沖天。對於這些單純的孩子來說，這代表著他們保護家園的希望已經破滅，儘管事實上戰鬥仍然在激烈地持續中。這20個年輕人在悲憤之餘紛紛拔出身上的刀刃，一起就地自裁了。其中只有一位當時14歲的飯沼貞吉由於腹腔臟器沒有外露，而撿回一命，並於昭和6年（1931年）以77歲高齡過世。
這一場戰役由於舊幕府軍有效的頑抗，一直持續到11月6日會津籓（松平容保）投降為止才算真正結束，最後放下武器的是庄內藩，於兩天後投降；舊幕府軍朝向更北的方向撤退離開，而戰火將繼續延燒到北海道為止。是役，會津籓共3000人死傷，容保在忍受投降的屈辱後，被移封（軟禁）到鳥取藩（另一兼任家督的養子喜德被遷移到久留米藩，時年13歲），後來又被遷到東京居住。明治13年（1880年）成為日光東照宮宮司（「松平」是德川氏本來的姓氏，東照宮是家康的祀廟），以從五位任職，1893年在東京病逝，享年58歲。
奧州會津之戰以有計畫的突然作為開始，有極悲壯色彩的過程，但是以非常的卑鄙作為結束；因為這場戰役初期新政府軍遭到頑抗，以致懷恨在心的政府軍在戰後不允許當地居民收拾安葬戰死者的屍體，只得任其腐爛，或者被動物啄食撕咬；政府軍還將屍體的衣物剝除，甚至將男性屍首的性器官切除後再塞入屍體口中；有一位村長吉田伊惣次看了於心不忍，大哭之後將屍首逐一埋葬，卻被政府軍民政局抓起來並且關了好幾天才釋放。吉田村長被釋放前還被警告，「這一次先放過你，再犯就準備腦袋搬家！」「要跟別的村民警告不准收屍！」（吉田村長的義行後來被立碑紀念表揚在飯盛山上）。
這些腐屍除了受到凌辱之外，也引發大規模的傳染病，因此若松城的民眾不斷的投訴當局，直到12月當局才以衛生條件的考量允許埋葬，但是當時仍然不允許樹碑題詞。而會津藩籓主仍在襁褓中的嫡子松平容大以及籓士們則被明治政府遷移到新設置的斗南藩（今青森縣陸奧市）。當地苟延殘喘的會津人則被抹黑稱為「會賊」，至於腐屍所造成的生物污染則導致居住地則被稱為「白河以北一山百文」（意即一文不值的落後之地）。也正是因此，直到現在長州藩（今天山口縣萩市）和會津藩（今天福島縣）仍然不能和解；昭和61年（1986年）萩市手工業者與會津若松市提出對於會津戰爭的和解和友好都市締結的要求，荻市代表說，「再怎麼說 120年也過了……」，但是會津若松市方面用一句話拒絕了，「還有另一個120年還沒過完。」。 （页面存档备份，存于） （页面存档备份，存于）

### 近代
箱館戰爭（戊辰戰爭的最後一戰）結束後對於維新的保皇派來說，各地的天守閣不見得是民族文化的象徵與歷史的見證，更現實的考量是這些天守被認定有可能是佐幕派捲土重來的依據與據點。
於是在明治6年（1873年）1月，明治政府依照『全國城廓存廢的處分併入軍營地等選定辦法』開始處分並且拆除各地的舊天守，姬路城被保留下來，但是若松城依照選定辦法變成了日本帝國陸軍省的資產。隨後福島縣權令澤簡德發表對政府拆除舊建物的建言，娓婉地對於擴大拆除舊建物應該從長計議並且採保存的方式，不過仍然無法讓若松城免於被解體的命運，比較小的結構逐漸開始被拆遷。明治41年（1908年）若松城東側外廓「三之丸」（堡）側牆被陸軍夷平成為連隊操練場。
大正6年（1917年），若松市當地的耆老以及舊會津藩士一同請求東京帝國大學校長山川健次郎會同農科教授本多静六提出「若松公園設計方針」，具體將若松城天守的遺跡予以公園化，藉以保存古蹟。昭和2年（1927年），松平家從若松市獲得分期為十年的補償金，將若松城（含地面）轉讓給會津若松市役所。由於「二之丸」（堡）與「西出丸」（堡）的石牆已經被拆除，所以公園化政策推行的腳步變的更緊急。昭和5年（1930年），依照「舊史蹟名勝天然紀念物保存法」的規定，福島縣指定若松城為國家史跡地點。昭和9年（1934年）12月28日，文部省告示指定若松城為國立第312號史跡。

### 現代
現在的天守是在昭和40年（1965年）以鋼筋水泥就恢復外観的重建結構，内部則規劃為「若松城天守閣郷土博物館」，並且對外收費開放。
平成2年（1990年），茶室「麟閣」（也是福島縣指定的「重要文化財產」）在城廓結構內的場所復原（位於東南角）。平成5年（1993年），東側護城外濠遺跡等等的外廓結構也被追加指定為國立史跡。平成9年（1997年）史跡内的駐車場和運動施設等移轉到城廓之外(位於城廓外北側偏東)，並訂定全面的「若松城史跡綜合整備計画」。平成13年（2001年）與主結構有關聯的「干飯櫓」（ほしいやぐら）塔樓與「南走長屋」復原完成。
平成18年（2006年）4月6日，若松城被選定為「日本100名城」（百大日本名城）的第12座。平成19年（2007年）6月開始，開始舉行全日本規模的「日本100名城」「スタンプラリー」活動。

## 若松城寫真圖

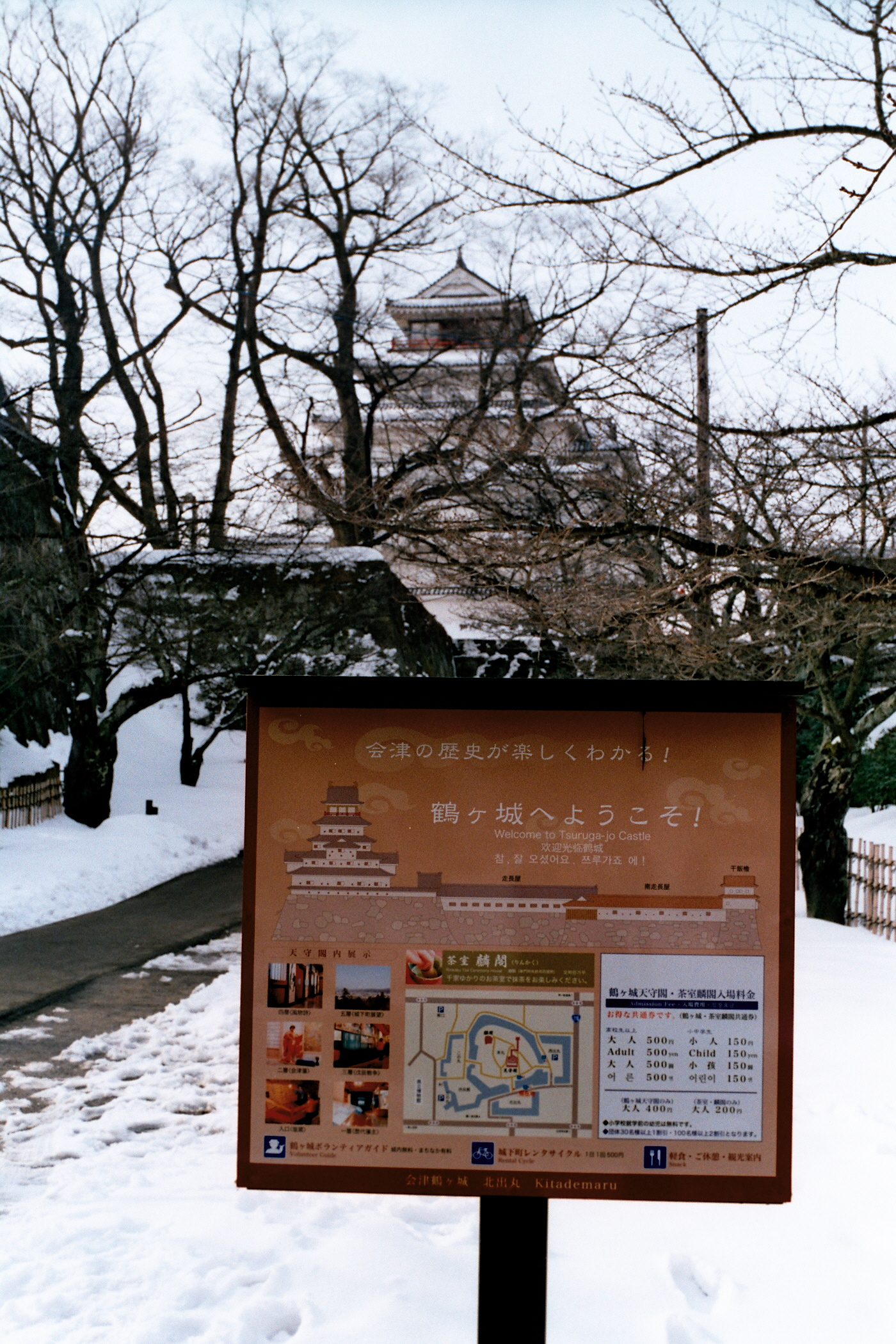
若松城北側入口。
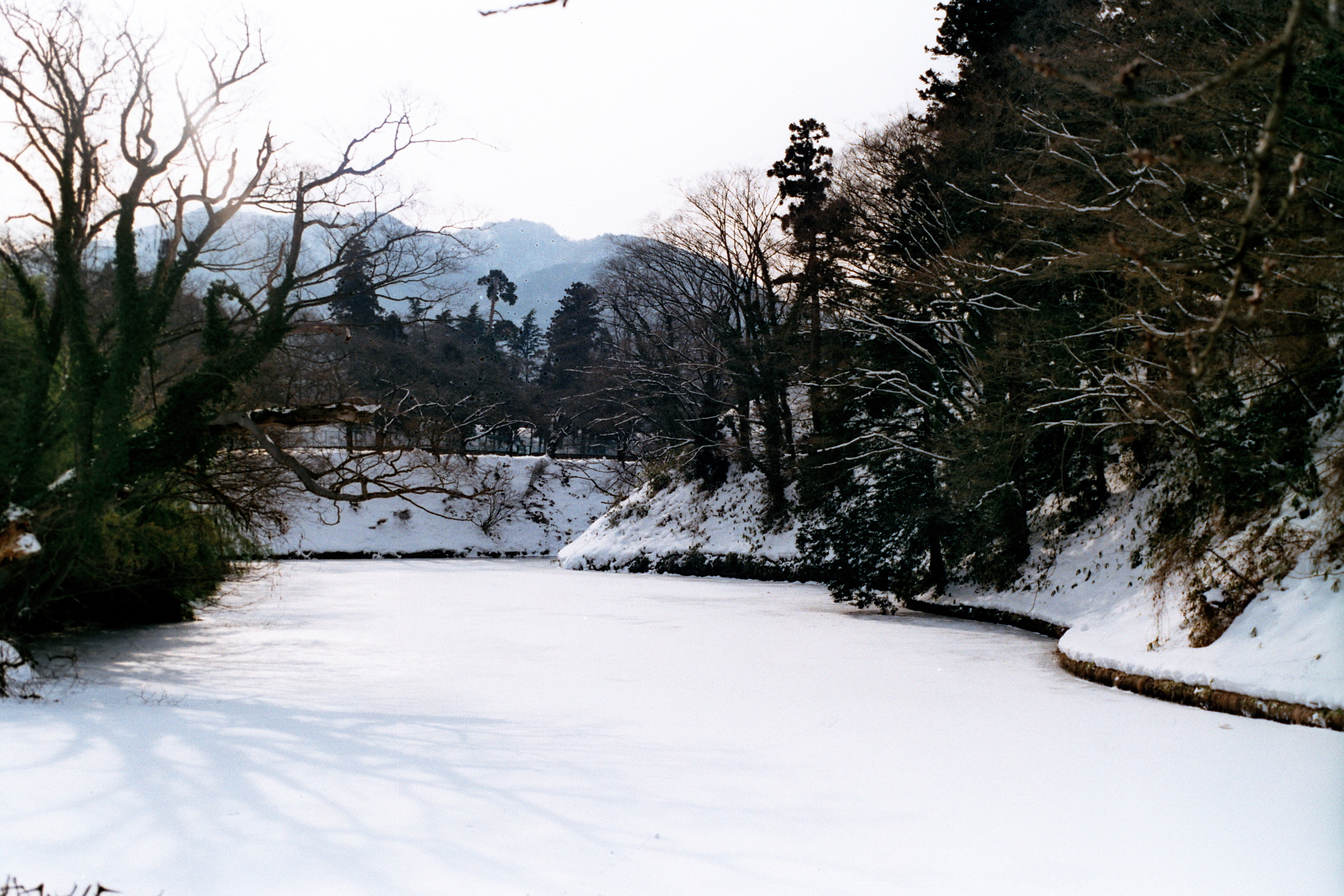
若松城東北側護城河。
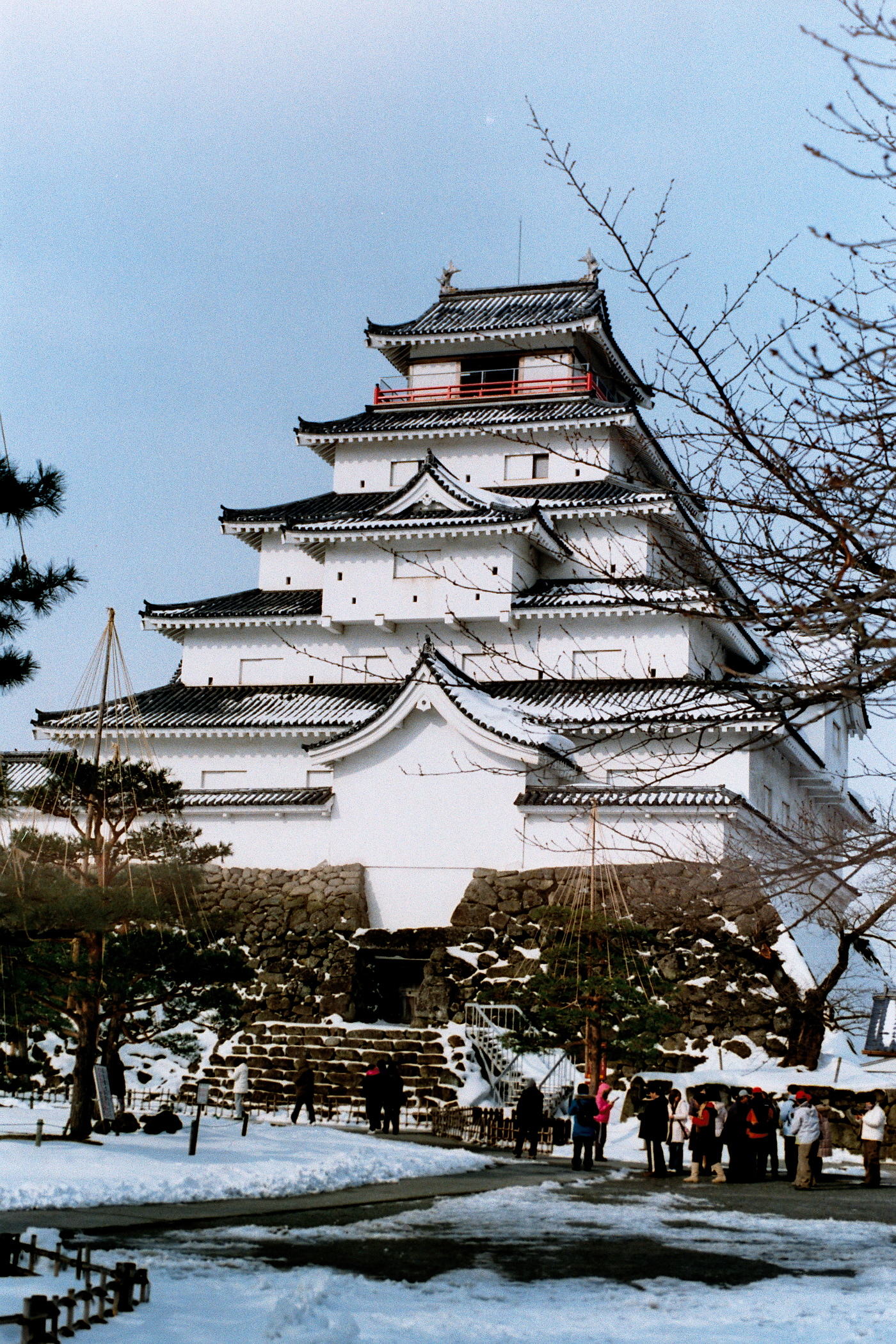
若松城東側外觀。
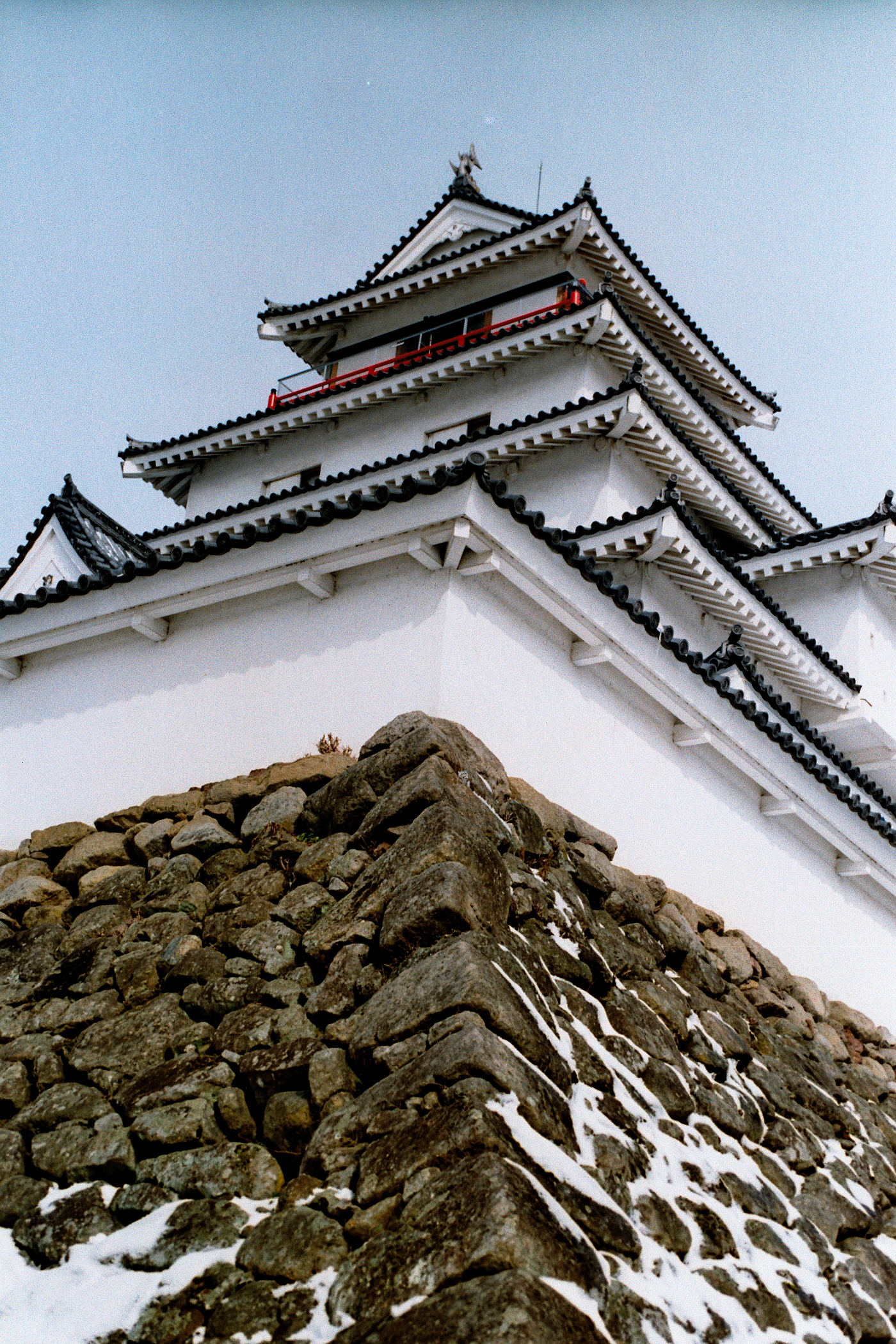
若松城外觀。
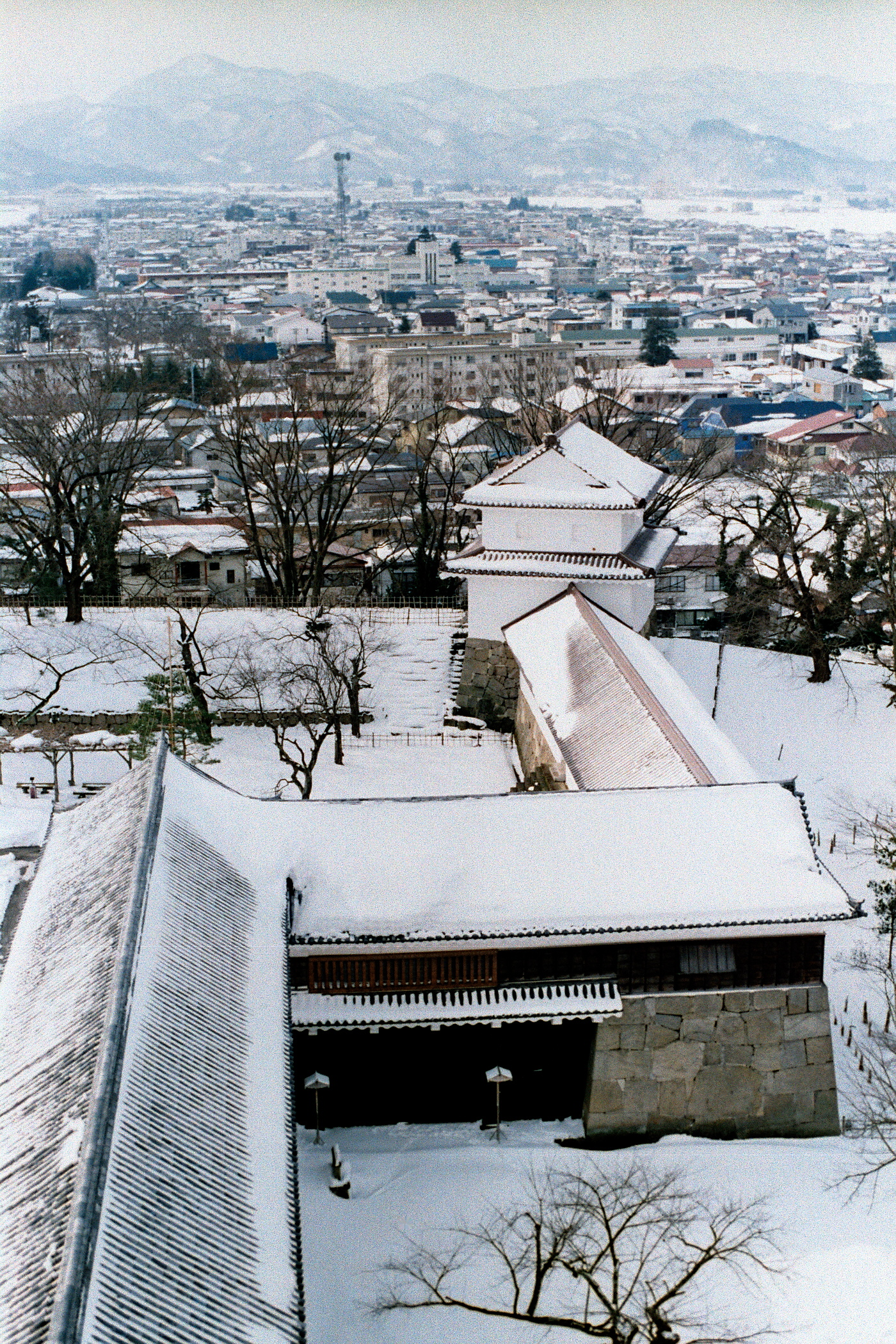
若松城塔南端景色；照片左下角為「走長屋」，右上角為「南走長屋」，遠端塔樓為「干飯橹」。
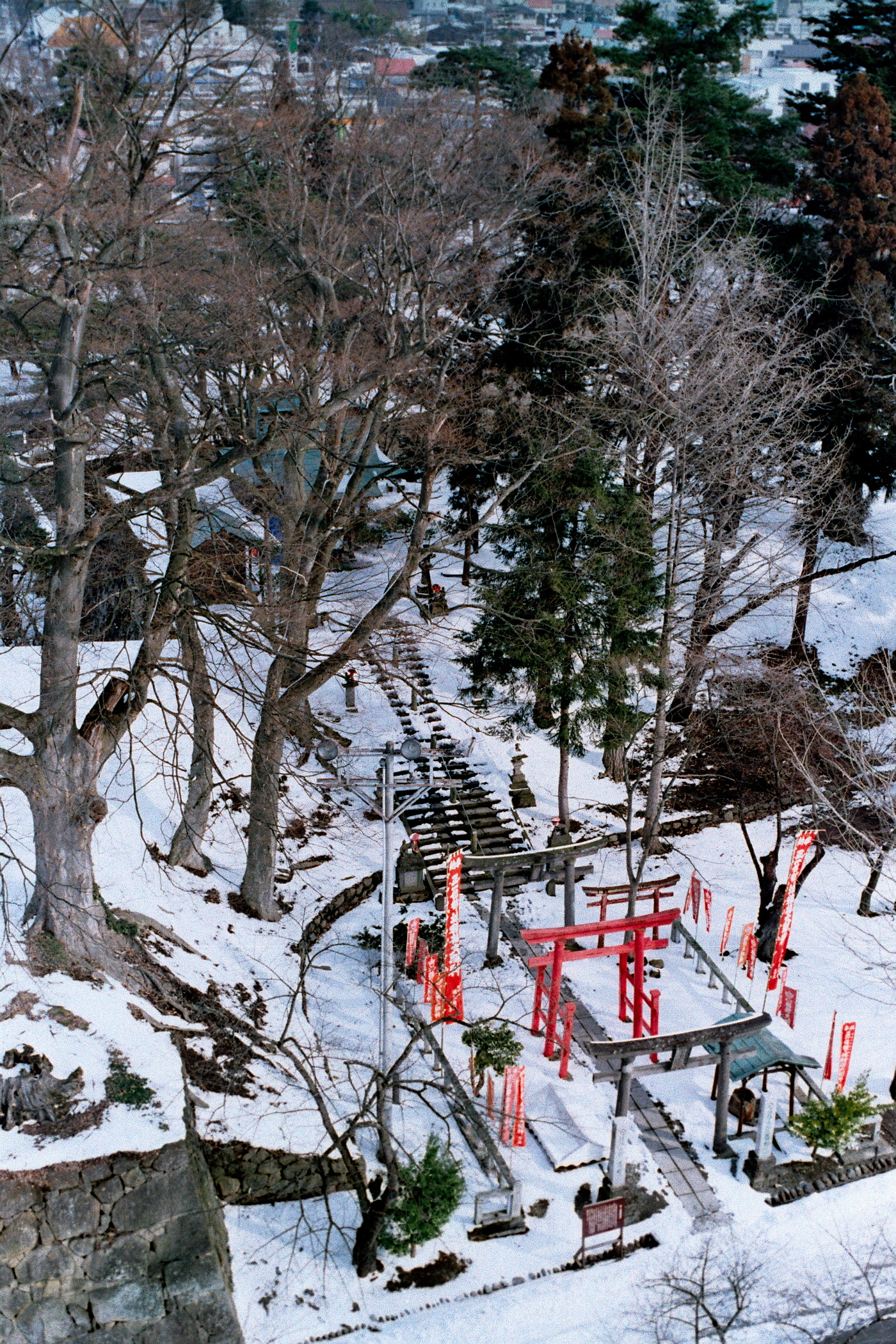
若松城塔北端景色。
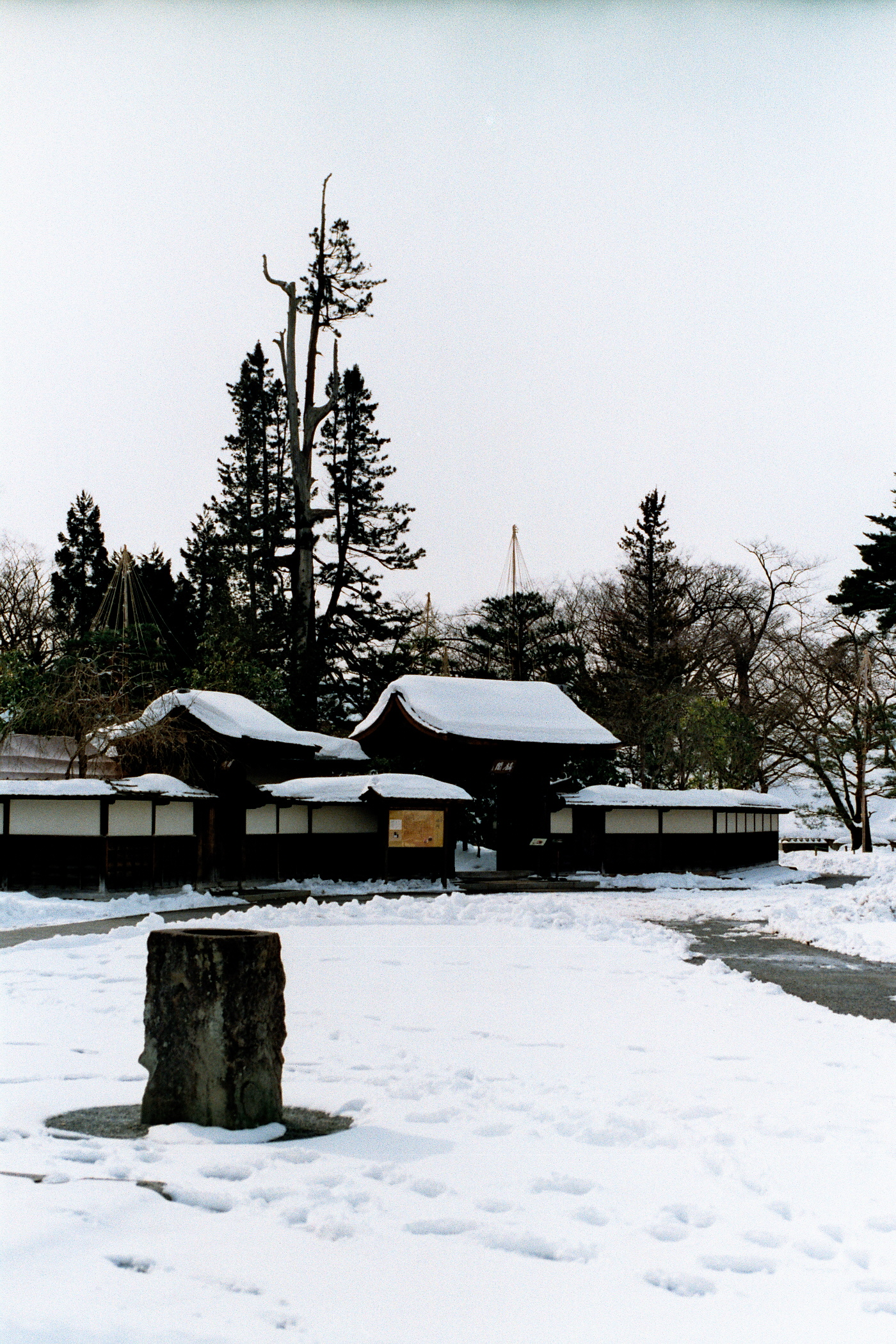
若松城茶室「麟閣」（位於城廓內東南角）；遊客可在此享用茶點。
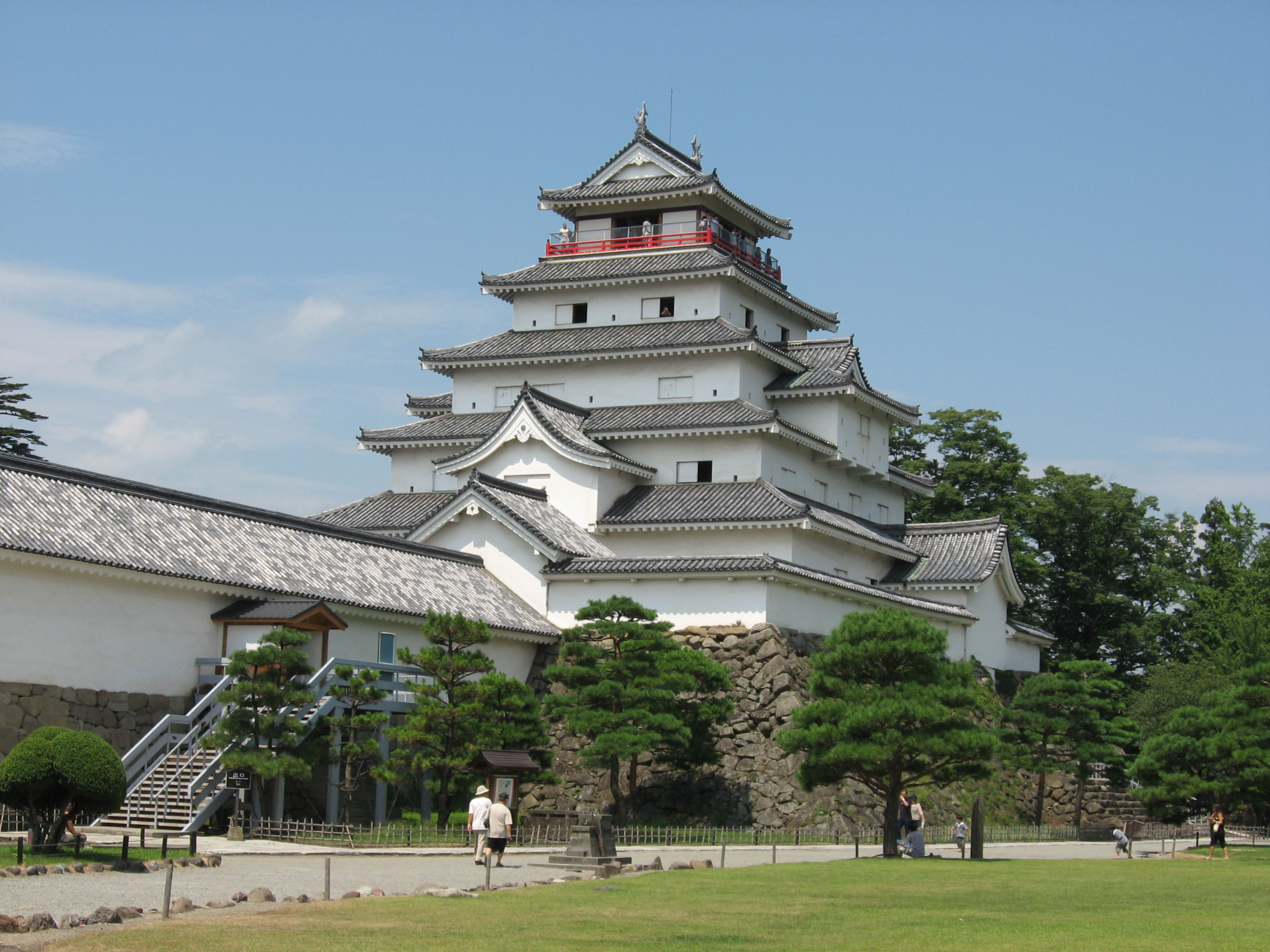
若松城東南側外觀。左下角灰色階梯為若松城博物館入口處。

## 附記
- 戊辰戰爭固然可以被視為是明治新政府平定江戸幕府勢力的一次內戰，但是也可以視為薩摩藩與長州藩的薩長同盟與奥羽越列藩同盟以及蝦夷共和國地方性的對立與衝突，以致於新政府軍（薩長軍）會對會津地區作出野蠻的行為。
- 1864年（文久4年）8月8日第一條日內瓦公約簽訂，亦是世界第一條國際人道法。日本於明治2年（1869年）6月開始進行明治維新政治上的改革；1882年訂立法式刑法；1898年訂立法、德混合式民法；1899年訂立美式商法。
- 萩市就是在戊辰戰爭時與會津藩戰鬥的長州藩。由於在萩市，有人因為發起戊辰戰爭120年紀念而發起與會津若松市締結為友好都市的提議，但是因為會津若松市民之間普遍仍有「我們沒忘記（戊辰戰爭）仇恨」的意見，所以就斷然拒絕這個提議。由於對締結的提議以拒絕作為回覆，經由媒體報導之後造成兩地之間的騷動與議論。當然之後萩市和會津若松市結合為友好都市的事情是不用再想了，但是弔詭的是彼此民間的溝通與互動反而變得活潑起來，這個騷動就成為互動的開端了。就以現在來說，或許仇恨還不能完全放下，不過在雙方的互訪與互動中，大概每件事之中夾雜著歡笑的事情變多了。

## 關聯項目
- 會津藩
- 明治維新
- 戊辰戰爭
- 薩長同盟
- 日內瓦公約
- 日本100名城
- 日本城堡列表